# 돈 쥬앙의 모험
돈 쥬앙의 모험(Adventures Of Don Juan)은 영국에서 제작된 빈센트 셔만 감독의 1948년 멜로/로맨스, 모험 영화이다. 돈 후안 전설을 모티브로 제작되었다. 에롤 플린 등이 주연으로 출연하였고 제리 워드 등이 제작에 참여하였다.

## 출연

### 주연
- 에롤 플린
- 비브카 린드포스

### 조연
- 로버트 더글러스
- 앨런 헤일
- 롬니 브렌트
- 앤 루더포드
- 로버트 워윅
- 제리 오스틴
- 더글라스 케네디
- 메리 스튜어트
- 헬렌 웨스트콧
- 포투니오 보나노바
- 오브리 마더
- 우나 오코너
- 레이몬드 버

## 제작진
- 미술: 에드워드 카레르
- 의상: 마저리 베스트
- 의상: 레아 로즈
- 의상: 트라빌라